# Doksy (zámek)
Doksy (německy Schloss Hirschberg) jsou původně renesanční zámek ze 16. století ve stejnojmenném městě v okrese Česká lípa v Libereckém kraji. Spolu s parkem a ohradní zdí je chráněn jako kulturní památka.
Pro veřejnost byl zámek otevřen v prosinci roku 2019. Přestěhovalo se do něj Turistické informační centrum, Městská knihovna a muzeum Čtyřlístek. Otevřen byl také moderně historický prohlídkový okruh věnovaný bývalým majitelům zámku, a to konkrétně rodu Valdštejnů-Vartenberků.

## Historie
Zakladatel zámku je nejasný. August Sedláček za stavebníka nejstaršího panského domu v Doksech považoval Jana z Vartenberka, aniž by uvedl další podrobnosti a podle Renaty Mauserové k výstavbě došlo koncem 16. století. Podle Rudolfa Anděla byl zámek založen v době po roce 1553, kdy část bezdězského panství s Doksy zdědila Saloména z Janovic. Saloména se provdala za Mikuláše Zajíce z Hazmburka a manželé potom měli ve městě založit renesanční zámek, kterým nahradili nevyhovující hrad Bezděz. Pavel Vlček za stavebníka západního křídla, které je jádrem zámku, označil Adama Berku z Dubé, který Doksy získal v roce 1558.

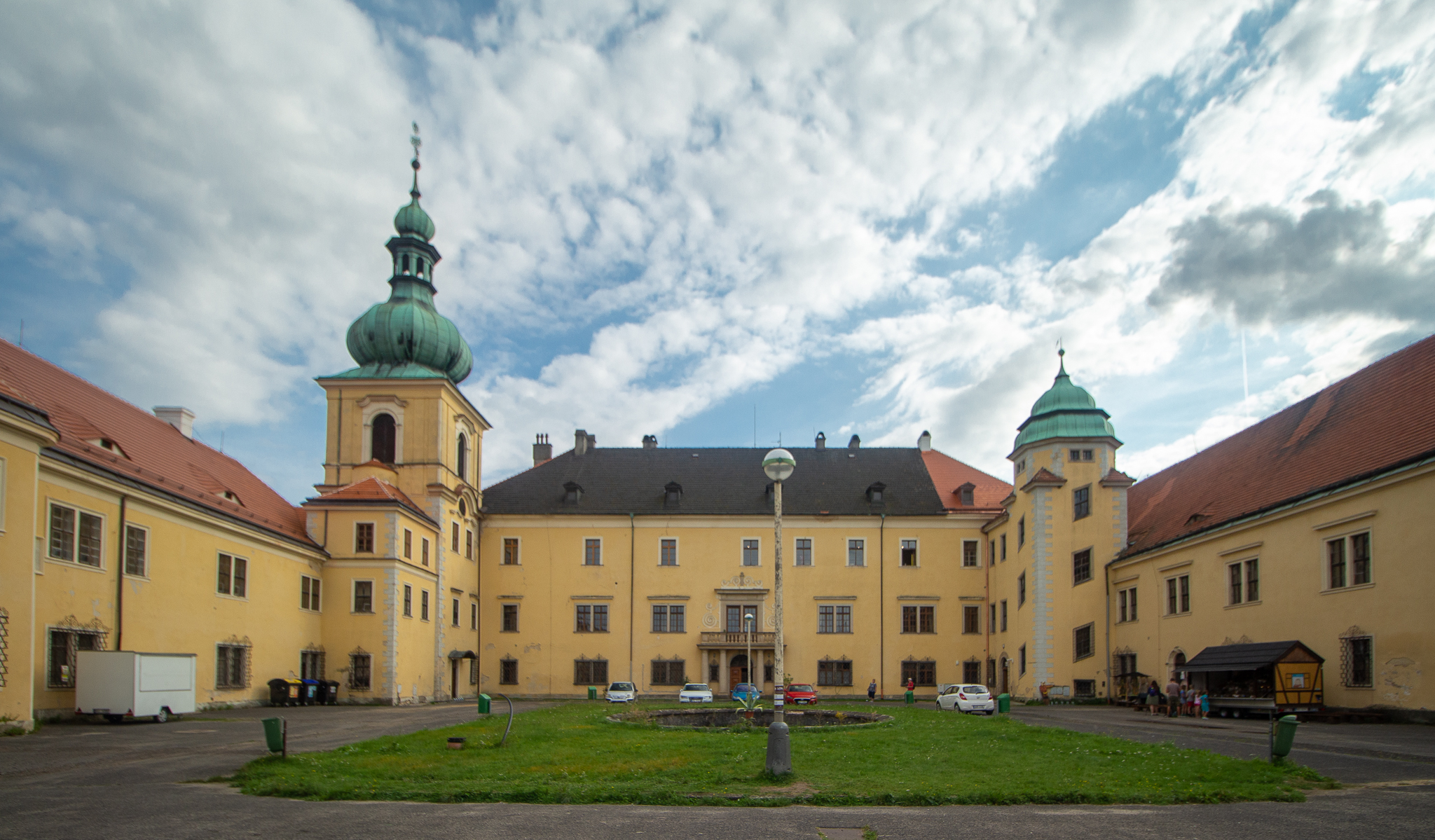
Nádvoří dokského zámku

V roce 1593 Jan z Vartenberka přepsal zámek na svou manželku, která se tři roky po jeho smrti podruhé provdala za Václava Berku z Dubé. Ten nechal postavit křídlo druhé. Po bitvě na Bílé hoře mu však bylo panství zkonfiskováno, musel z Čech emigrovat, budovy poničili žoldnéři Maxmiliána Bavorského a pak i sedláci z okolí.
Roku 1622 zámek získal Adam z Valdštejna, který jej téhož roku prodal synovci Albrechtovi z Valdštejna. Když byl tento roku 1634 v Chebu zavražděn, majitelem zámku se stal jeden z jeho vrahů Walter Butler, ale později jej Valdštejnové získali zpět (koupí roku 1680) a jejich rod zde sídlil až do roku 1945, kdy jim byl zámek na základě Benešových dekretů zkonfiskován. Na počátku 18. století byl původně renesanční zámek dostavěn a o 100 let později zde byly provedeny velké stavební úpravy.

### 20. století
Od roku 1952 do roku 1962 sloužil zámek k armádním účelům (škola a výzkumné středisko). Od roku 1963 přešel zámek do vlastnictví ministerstva zemědělství a to zde zřídilo střední odbornou školu – zemědělské učiliště a domov mládeže. To zde sídlilo s různými proměnami až do roku 2012, kdy bylo odstěhováno do zadních budov v areálu zámeckého parku.
Na pohlednicích z let 1915–1929 byl zámek pojmenován Schloss in Hirschberg a Sommerfrische Hirschberg. Po roce 2005 zde sídlila Obecně prospěšná společnost Máchovo jezero.

### Po roce 2010

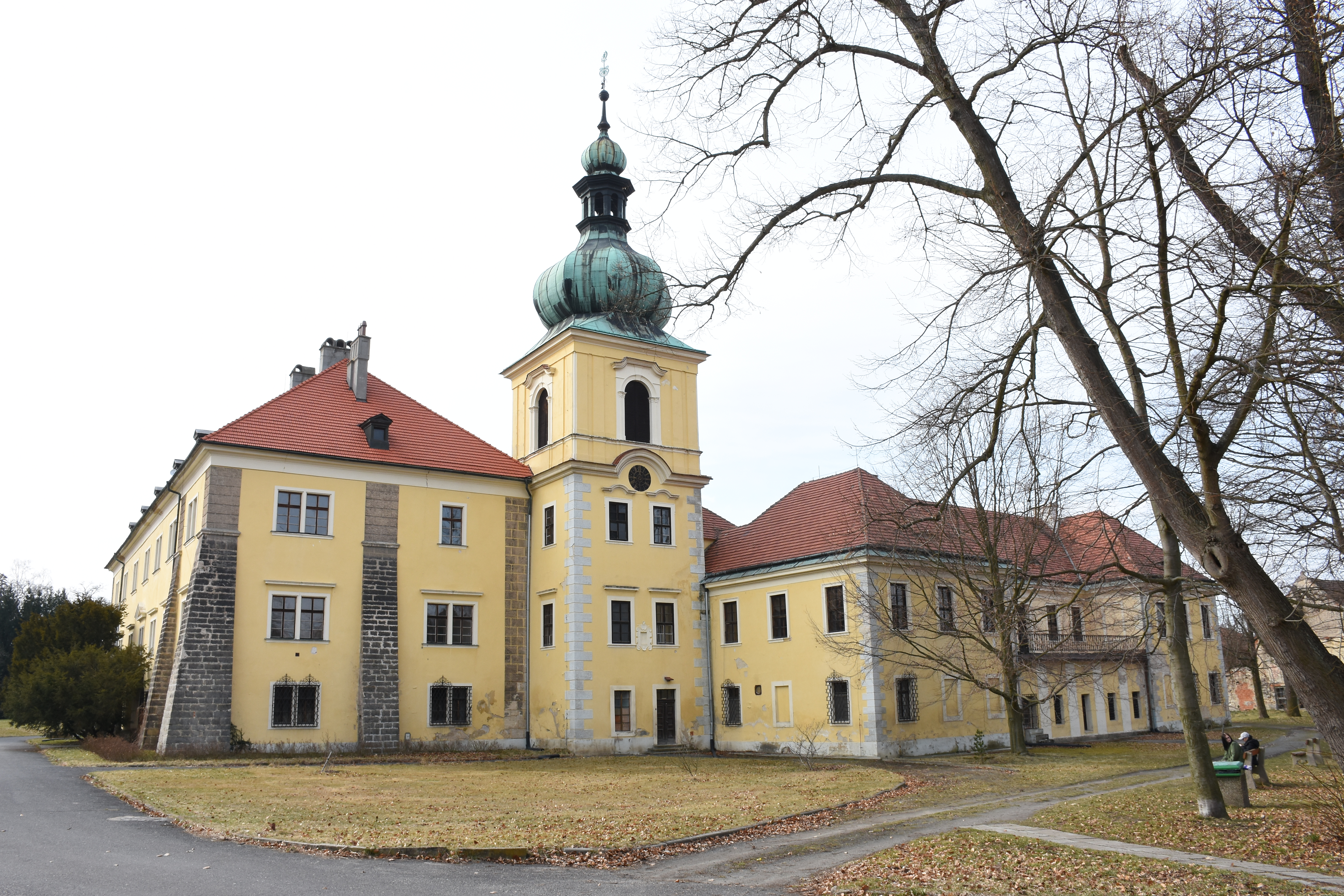
Zámek v roce 2018

Zámek byl ve vlastnictví Libereckého kraje, který jej však v dubnu 2015 bezplatně přenechal městu Doksy. Předtím byl v létě 2012 zámek vystěhováván, odpojen od elektřiny a nabízen veřejnosti za 45 milionů.
Město Doksy chtělo nechat rozhodnout i své občany, proto se na konci září 2013 zámek tehdy výjimečně otevřel veřejnosti. A roku 2014 při komunálních volbách uspořádalo anketu, zda zámek převzít, většina občanů se vyjádřila pro převzetí. Od 2. ledna 2014 byl městem jmenován nový správce zámku a zahájena řada stavebních úprav, jejichž první etapa byla ukončena v roce 2019.
V roce 2021 byl zámecký areál centrem jednoho závodu Mistrovství světa v orientačním běhu.
Na zámku probíhají komentované prohlídky, zámecký areál s unikátním anglickým parkem z 19. století je rovněž přístupný, konají se zde tradiční dokské akce jako novoroční ohňostroj či Dokská pouť. Zámeckým parkem je vedena naučná stezka s řadou informačních panelů.

## Evropsky významná lokalita
Zámecký areál s rozlohou 0,56 ha je zařazen do soupisu Evropsky významných lokalit pod číslem CZ0513659. Předmětem ochrany je výskyt netopýrů velkých.

## Popis areálu
Zámecký komplex je trojkřídlý ve tvaru U, doplněn hospodářskými stavbami a zdmi ohraničeným anglickým parkem. Vlastní budova má západní renesanční část se zdobeným průčelím, druhé křídlo s opěrnými pilíři je raně barokní a třetímu křídlu dominuje věž s cibulovou bání.
Zámecký park byl upraven po roce 1820. V 20. století v něm byly provedeny nešetrné zásahy, např. postaveno školní hřiště na hlavním palouku. Po roce 1980 zde rostlo 23 jehličnatých a 63 listnatých stromů. Cenná byla sbírka různých borovic, jilmů, cypřišů, zmarličníku či lípy s třemi srostlými kmeny.

## Dopravní dostupnost
Poblíž zámeckého areálu je autobusové nádraží, blízko vede cyklotrasa 015 z Kokořínska a kolem zámku Máchova stezka, což je mezinárodní červeně značená trasa E10 od Bezdězu na Českou Lípu, v souběhu s ní vede i žlutá trasa a naučné stezky Swamp a Se Čtyřlístkem okolo Blaťáku. Vlakové nádraží na trati 080 z Jedlové do Bakova nad Jizerou je vzdálené zhruba 1,5 km.

## Zámecké interiéry

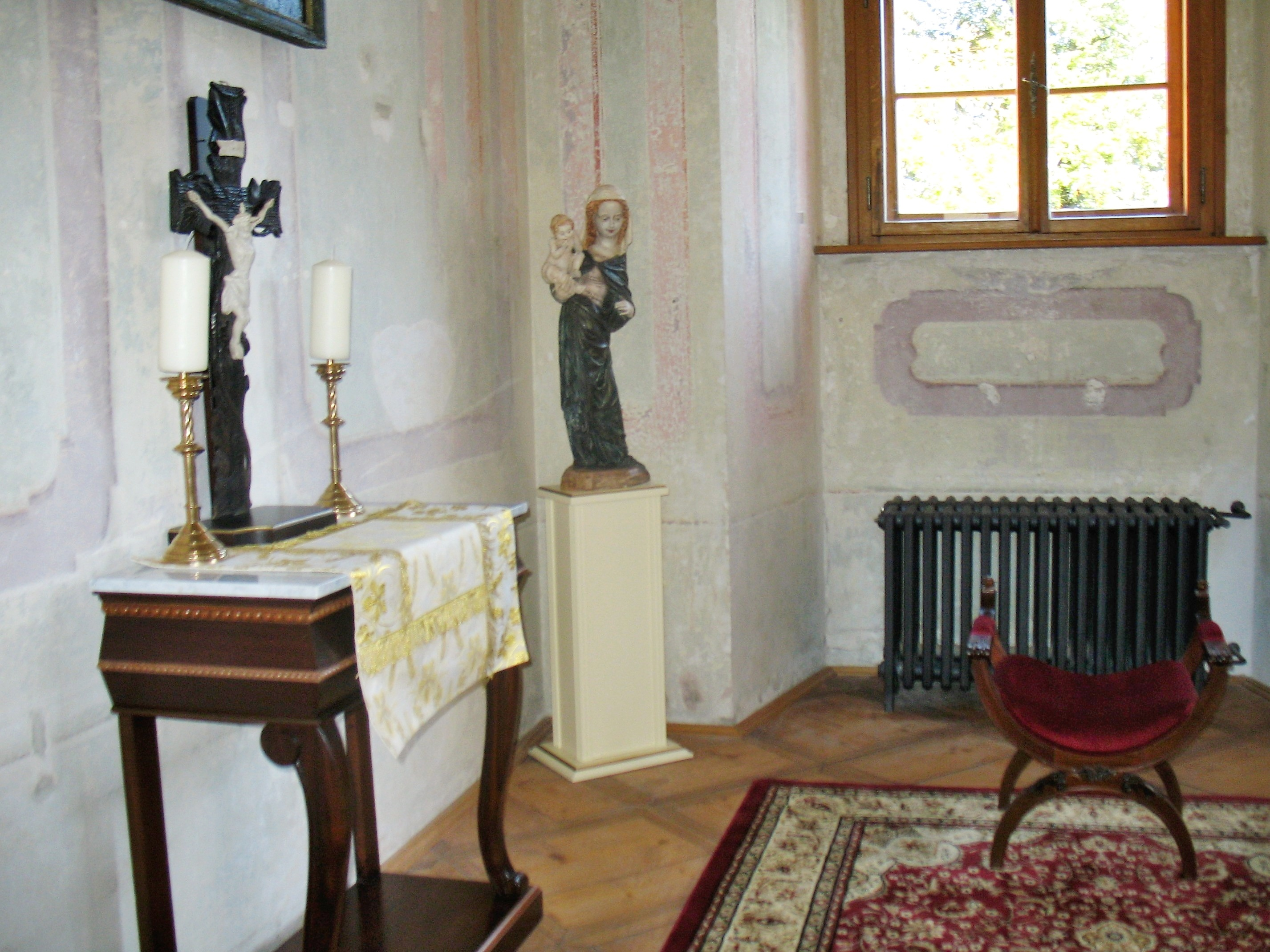
Zámecká kaple
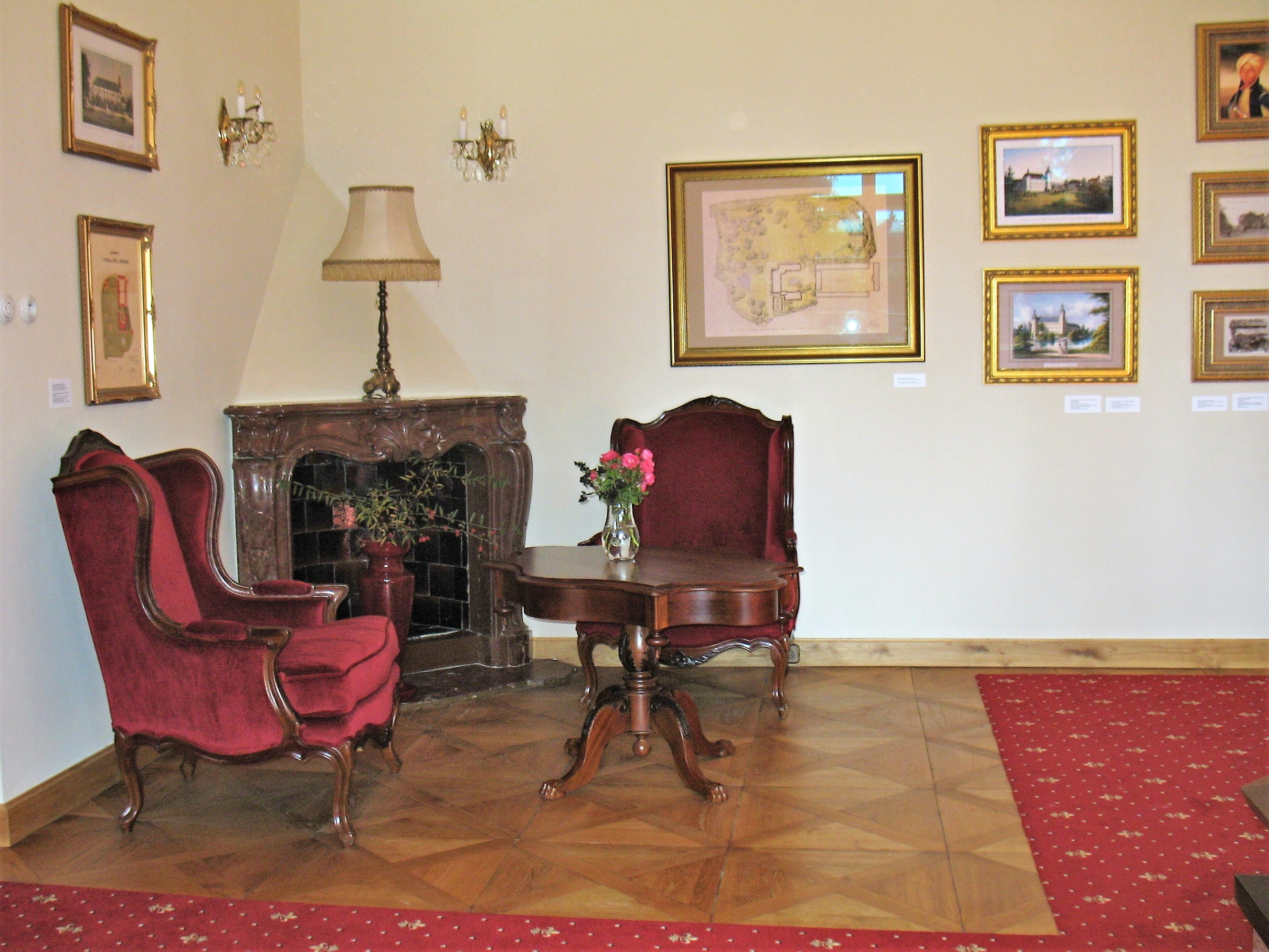
Expozice v 1. poschodí
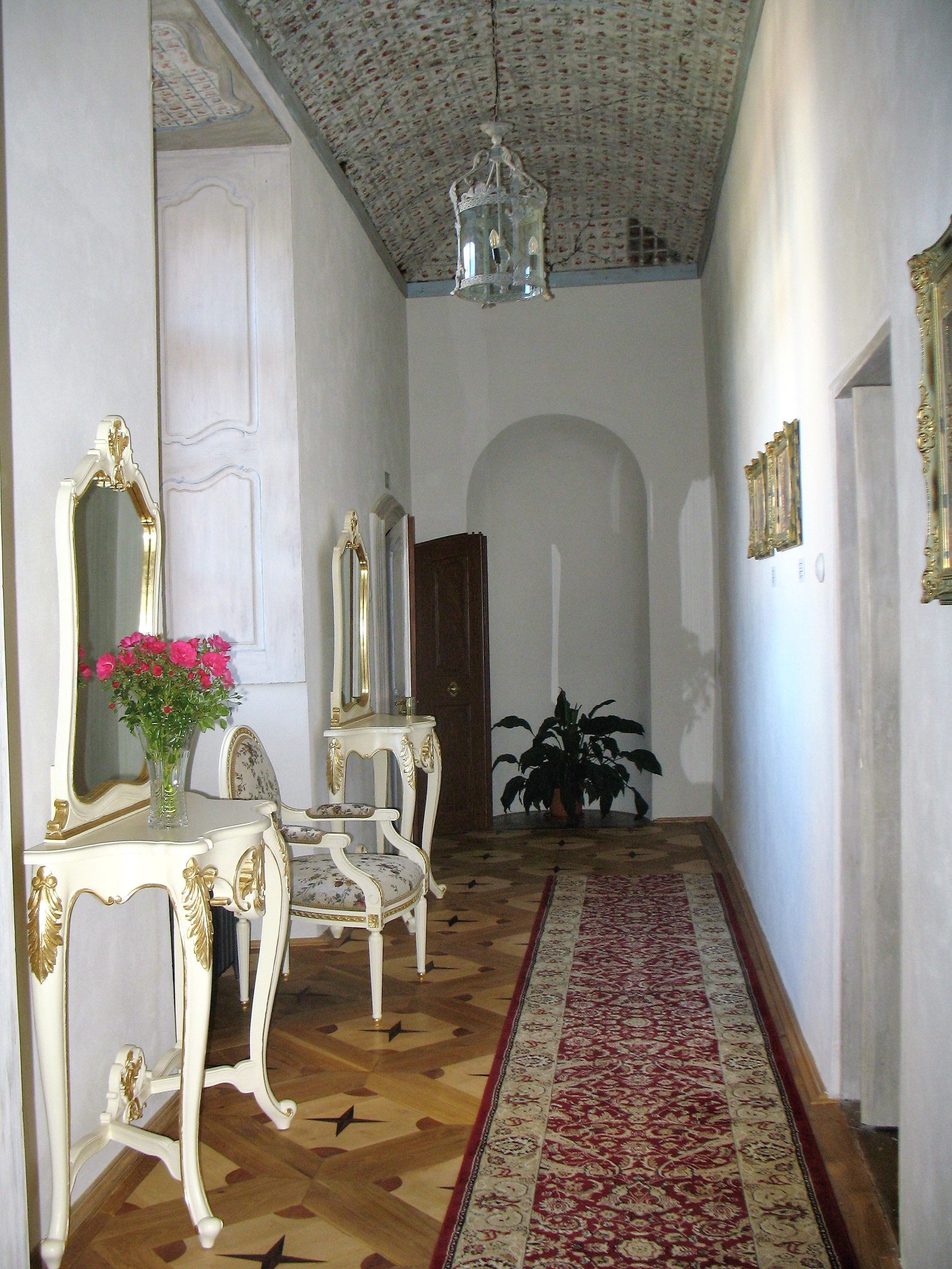
Chodba v 2. poschodí
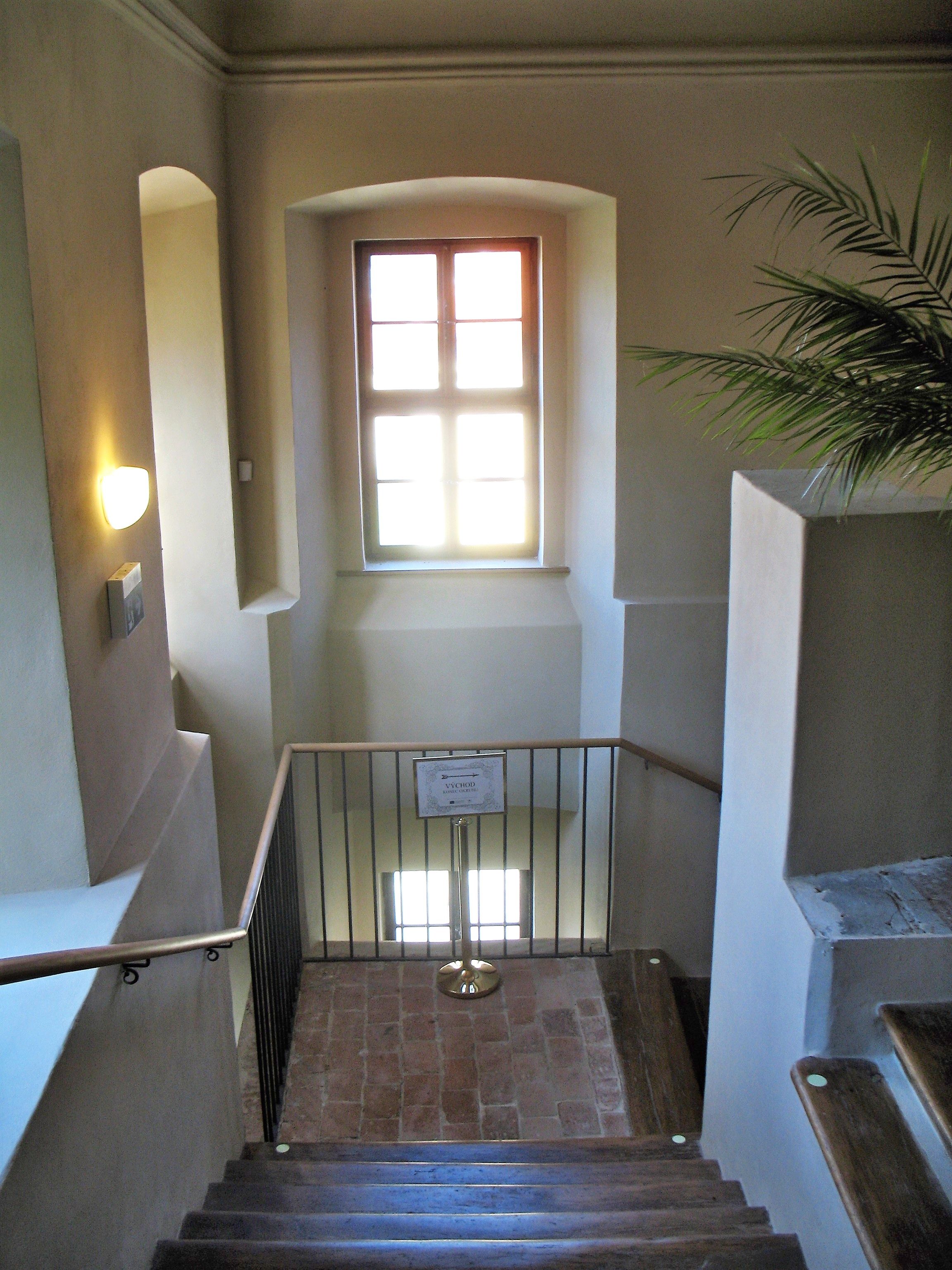
Schodiště v 2. poschodí
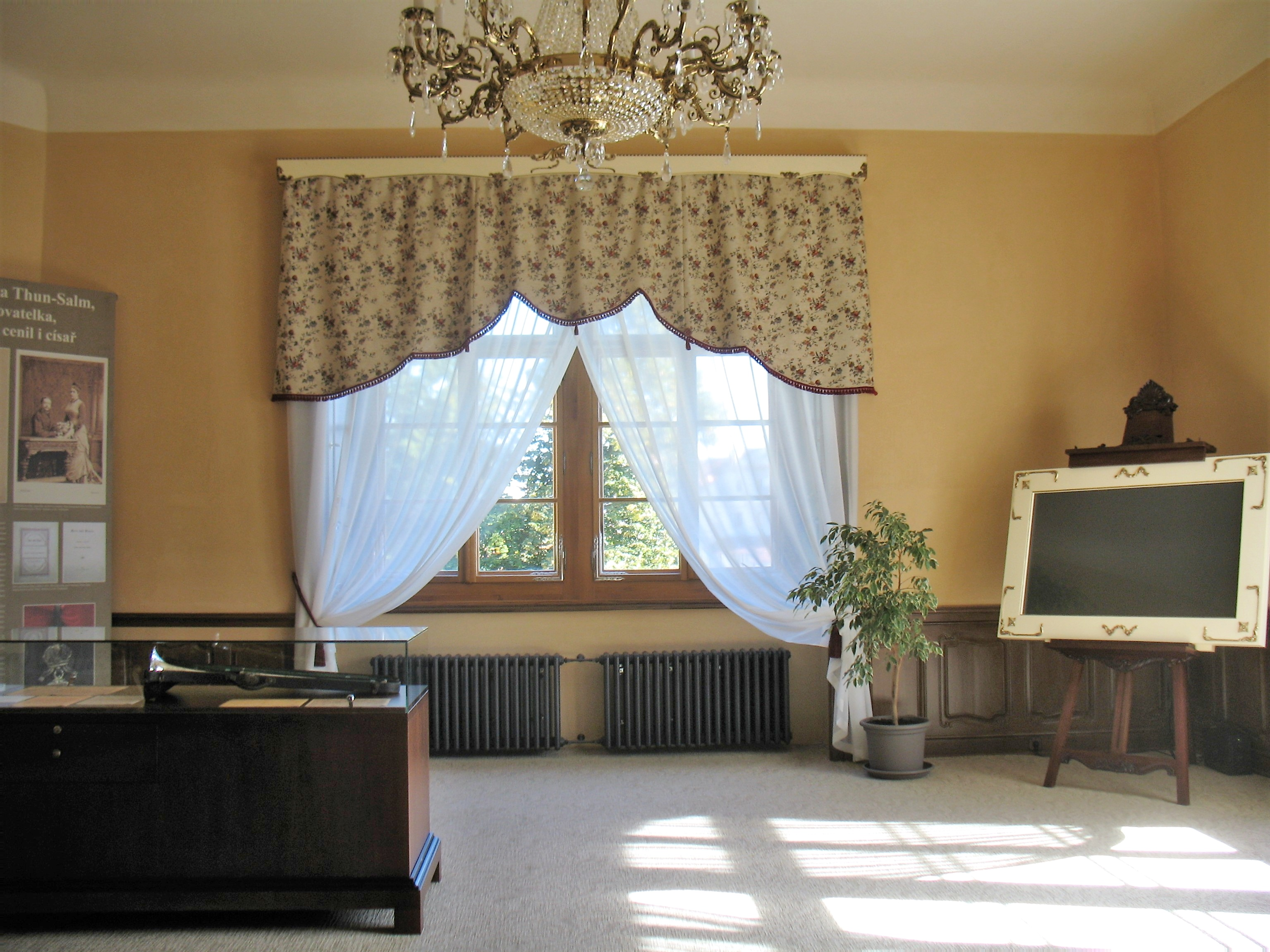
Pokoj v 2. poschodí
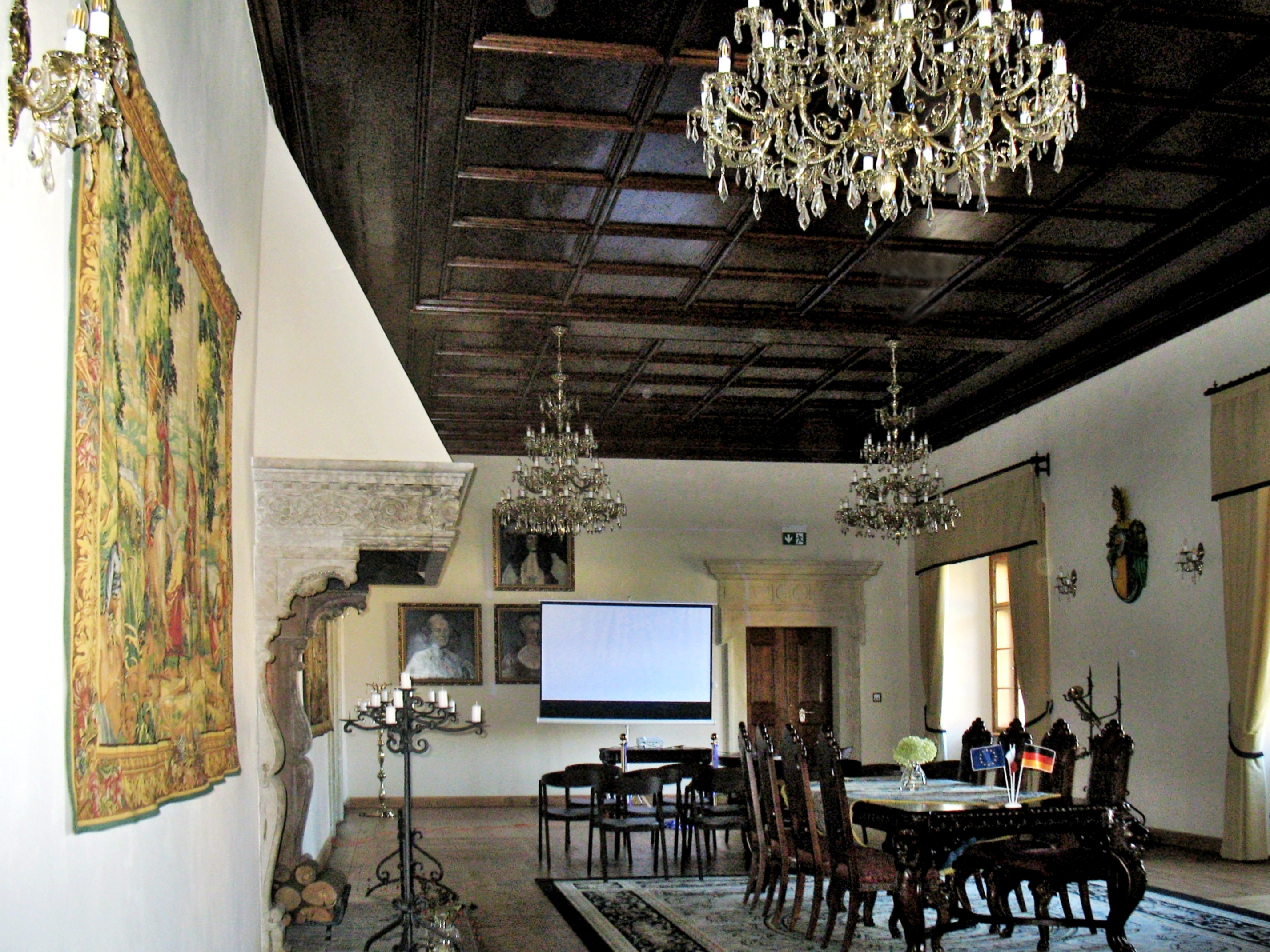
Rytířský sál